# 델타 변조

델타 변조(delta modulation, DM)는 Analog-to-digital 신호 변환 방법 중의 하나로서, (a) analog signal을 일련의 구간으로 나누어 각 구간의 근사치를 택한 뒤, (b) 원본 신호값과의 차이를 구하여 (c) 오차의 증가 또는 감소를 결정하고. (d) 증가/감소 상태의 변화를 전송한다.

## 같이 보기
- 델타-시그마 변조